# NGC 6939
NGC 6939 je stará otevřená hvězdokupa v souhvězdí Cefea s magnitudou 7,8. Objevil ji William Herschel 9. září 1798.
Od Země je vzdálená přibližně 5 870 světelných let.

## Pozorování

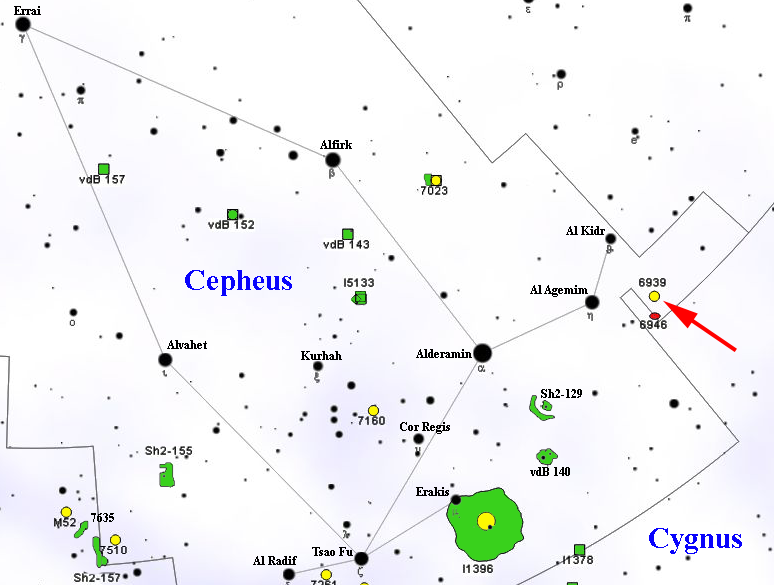
Poloha NGC 6939 v souhvězdí Cefea

Hvězdokupa se na obloze nachází v západní části souhvězdí Cefea, 2 stupně jihozápadně od hvězdy s magnitudou 3,4 η Cephei. Je to malá hvězdokupa, jejíž dvě nejjasnější hvězdy 10. magnitudy leží na severozápadním a jihovýchodním okraji hvězdokupy, zatímco ostatní hvězdy uprostřed jsou nanejvýš 12. magnitudy. Dá se nalézt i triedrem 10x50, ale ten ji ukáže pouze jako slabou světlou skvrnu. Dalekohled o průměru 100 mm dokáže hvězdokupu téměř zcela rozložit, zatímco v dalekohledech s průměrem 200 mm je možné napočítat mnoho desítek hvězd až do 14. magnitudy a její pozadí přestane být mlhavé.
40' jihovýchodně od hvězdokupy se nachází galaxie NGC 6946.
Hvězdokupa má výraznou severní deklinaci, což je velká výhoda pro pozorovatele na severní polokouli, kde během letních nocí vychází velmi vysoko na oblohu. Naopak na jižní polokouli vychází pouze velmi nízko nad obzor a jižně od tropického pásu není viditelná vůbec. Nejvhodnější období pro její pozorování na večerní obloze je od června do listopadu.

## Historie pozorování
Hvězdokupu objevil William Herschel 9. září 1798 pomocí zrcadlového dalekohledu o průměru 18,7 palce (475 mm). Jeho syn John ji později znovu pozoroval a zařadil ji do svého katalogu mlhovin a hvězdokup General Catalogue of Nebulae and Clusters pod číslem 2083.

## Vlastnosti
NGC 6939 je velmi stará hvězdokupa, která má velmi vysokou galaktickou šířku, takže se nachází vysoko nad rovinou galaktického disku. Leží ve vzdálenosti 5 870 světelných let od Země, tedy uvnitř ramene Orionu, blízko velkých shluků molekulárních mračen, které vytváří Velkou trhlinu v Labuti. Její vzdálenost od středu Galaxie se odhaduje na 9 700 parseků.
Její stáří bylo pomocí fotometrického výzkumu určeno na 1,0 až 1,3 miliardy let, takže jde o velmi starou hvězdokupu, i když nepatří mezi nejstarší známé otevřené hvězdokupy, jako je například NGC 6791. Ve hvězdokupě byly nalezeny důkazy toho, že některé její hvězdy by mohly být dvojhvězdami. Bylo v ní ovšem nalezeno málo proměnných hvězd: pouze šest červených obrů, z nichž dva jsou zákrytové proměnné typu Algol a jedna hvězda typu W Ursae Majoris s označením V466 Cephei.